# Javier Riba
Antonio Javier Riba Martínez es un músico cordobés y profesor de guitarra clásica en el Conservatorio Superior de Córdoba.

## Formación
Javier Riba, natural de Córdoba (España), ha cursado sus estudios musicales en el Conservatorio Superior de su ciudad con los profesores José Rodríguez, Marco Socías y Manuel Abella.  Así mismo ha recibido consejos de Técnica e Interpretación de Leo Brouwer, José Tomás, Manuel Barrueco, David Russell,.... Durante el periodo 2000/2001 realiza Estudios de Postgrado con el Catedrático Demetrio Ballesteros en el Real Conservatorio Superior de Música de Madrid.

## Docencia
Javier Riba es profesor de guitarra por oposición desde el año 1993.  Durante el periodo 1995-2002 ha impartido clases de guitarra en el C.E.M. “Fray Juan Bermudo” de Écija en Sevilla.  Desde 2003 forma parte del profesorado del Conservatorio Superior de Música "Rafael Orozco" de Córdoba, ocupando actualmente una cátedra del mismo centro.

## Interpretaciones
Como intérprete merecen destacarse sus siguientes actuaciones:  “Jóvenes Talentos de la Guitarra” seleccionado por Leo Brouwer (2000) y “Las Voces de Lorca” (2001), ambas en el “Festival Internacional de la Guitarra de Córdoba”.   Primera guitarra en el “Concierto Andaluz” de Joaquín Rodrigo, junto a la Orquesta Sinfónica de Albacete, en los Teatros de Almansa y Albacete (2001).  Diversas actuaciones en el Auditorio del C.S.M. “Rafael Orozco” de Córdoba con motivo de los Ciclos de Conciertos de Primavera y Santa Cecilia y en la inauguración de las “V Jornadas de Música Contemporánea”.  Actuación en el Palacio de Viana, retransmitida por Radio Clásica de Radio Nacional de España.
Ha realizado varios estrenos de obras solistas (Sedecrem de Miguel Ángel Gris), de cámara (Quinteto con guitarra de Juan de Dios, junto al Cuarteto de La Habana) y con orquesta (Concierto para guitarra de Luis Bedmar, junto a la Orquesta de Córdoba) y ha actuado como solista bajo la dirección de: Leo Brouwer, José Luis Temes y Manuel Hernández Silva.

## Concursos

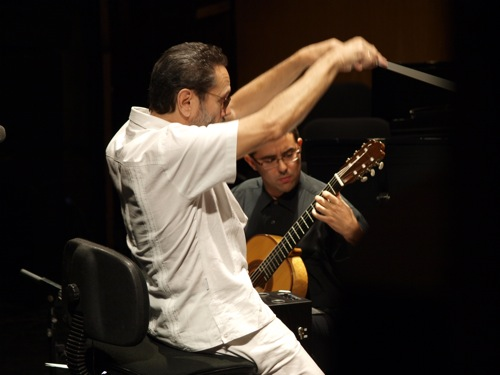
Javier Riba bajo de dirección de Leo Brouwer.
Orquesta de Córdoba, Gran teatro
2008.

Javier Riba ha sido premiado en diferentes Concursos Internacionales:
- Francisco Tárrega de Villa-Real (1993 y 1995)
- Paco Santiago Marín de Plasencia (1997)
- Comarca del condado de Jaén (2001)
- Fue finalista del Concurso para Jóvenes Interpretes organizado por la Junta de Andalucía (1999), interpretando con la Orquesta de Córdoba, el concierto para guitarra de Villa-lobos
- En el 2001 recibió el Premio Diputación al mejor Guitarrista Clásico de Córdoba en el Concurso Internacional de Guitarra Villa de Puente Genil.
- En el 2004 recibió el 1.er premio a la obra escrita por él:  Acerca de la felicidad, en el Festival internacional de plectro de La Rioja

## Ediciones
Tiene editadas varias obras de su autoría:
- Cinco estudios de Écija (Ópera Tres) información sobre esta publicación
- Acerca de la felicidad (1.er Premio en el Festival internacional de plectro de La Rioja en su edición del 2004).
  - Ver muestra de partitura
  - Oír partitura (enlace roto disponible en Internet Archive; véase el historial, la primera versión y la última).
- En 2008 edita la adaptación a la guitarra de la obra Evocación de Albéniz.
  - ver muestra de partitura de Almería (enlace roto disponible en Internet Archive; véase el historial, la primera versión y la última).
  - Oír muestra de Almería
  - Ver muestra de partitura
  - Oír Muestra

## Discos
- Isaac Albéniz, la guitarra soñada:  Con motivo de la efeméride de Isaac Albéniz, lanza un CD monográfico dedicado al artista catalán, en el que transcribe e interpreta varias piezas de Iberia para una guitarra.

## Críticas
- Crítica de Eduardo Aisa en la Rioja.com
- Crítica en Diverdi de Javier Suárez-Pajares

- Walter A. CLARK (extracto de sus Notas al CD)

A medida que nos aproximamos al centenario de la muerte de Isaac Albéniz y al 150 aniversario de su nacimiento, crece progresivamente el interés por su contribución altamente original a la música clásica europea, así como el aprecio por su monumental logro de crear una música de concierto española moderna y por su versatilidad como compositor, no sólo de piezas para piano, sino también de canciones y óperas.  Son sus composiciones para piano, sin embargo, sus obras más distintivas y las que permanecen como el centro de su producción. Aunque no escribiera música para guitarra, algunas de ellas forman el núcleo del repertorio de este instrumento en las muchas transcripciones que se han hecho, empezando por las de Francesc Tàrrega, ya en el siglo XIX, y las de su discípulo Miquel Llobet.  Javier Riba continúa esta tradición con sus brillantes versiones de diferentes obras que nunca antes se habían tocado en guitarra sola.
Se da una abundancia generosa de música por toda Iberia, hasta el punto que Debussy le criticó a Albéniz que «tirara la música por la ventana». Parece que ello imposibilitaría la ejecución de Iberia en la guitarra, de limitados recursos armónicos y contrapuntísticos. En época de Albéniz, existía un Trío Iberia que tocó transcripciones de Iberia a satisfacción y gusto del compositor, ya que, compuesto de bandurria, laúd y guitarra, era plenamente capaz de realizar sus intenciones. Y Miquel Llobet, por otra parte, arregló Evocación para dos guitarras. Pero siempre ha parecido que una sola guitarra no podría hacer justicia a esta música. El virtuoso de la guitarra Javier Riba, un artista de primera línea, ha demostrado la falsedad de esta afirmación, por lo que debemos estarle todos agradecidos.